# Життя Робота Підлітка
Життя Робота Підлітка, або Робот підліток (скорочено MLAATR) англ. My Life as a Teenage Robot — американський анімаційний науково-фантастичний телевізійний серіал про супергероїв, створений Робом Рензетті для каналу Nickelodeon. Вироблений анімаційною студією Frederator Studios спільно з Nickelodeon Animation Studio і випущений Paramount Television у Сполучених Штатах та Nelvana в Канаді разом із студією Rough Draft Studios, що надавала послуги анімації. Серіал демонструє пригоди дівчинки-робота на ім'я XJ-9, або Дженні, як вона бажає, щоб її називали, яка намагається відкинути свої обов'язки захисту Землі, намагаючись жити нормальним людським життям, як звичайний підліток.
Рензетті подав серіал до Frederator Studios. Oh Yeah! Cartoons випустила його під назвою «Мій сусід був роботом-підлітком» англ. My Neighbor Was a Teenage Robot, який вийшов в ефір 5 січня 1999 року. Рейтинги схвалення глядачів призвели до випущення півгодинної серії, прем'єра якої відбулася 1 серпня 2003 року; після виходу в ефір перших двох сезонів серіал було скасовано через погані рейтинги. Останній третій сезон, транслювався з 4 жовтня 2008 року по 2 травня 2009 року, офіційно завершивши серію. Серіал нараховував три сезони, кожен з яких складався з 13 серій. Усі три сезони доступні на DVD в Amazon та в магазині iTunes, хоча деякі країни, зокрема Канада, геоблокуються.
«Життя Робота Підлітка» отримав переважно позитивні відгуки критиків, був номінований на численні нагороди, найбільш помітну — премію Primetime Emmy Award та одинадцять Annie Awards.

## Сюжет
Життя Робота Підлітка, відбувається у вигаданому містечку Тремортон, і його тематика зосереджуються на тому, щоб показати типові підліткові проблеми та інші умови з драмою життя підлітків та супергероїв, змішаних із поєднанням дій, пригод, наукової фантастики та комедійних випадків. Серія показує XJ-9 («Дженні Вайкмен», як вона бажає, щоб її називали; озвучувала Джаніс Кавей), яка є надзвичайно витонченим найсучаснішим роботом з гіноїдних автоматів, створеним її мамою доктором Норою Вейкмен (Канді Міло), літнім вченим-робототехніком, за п'ять років до початку серії. Дженні — захисниця Землі, озброєна до зубів широким асортиментом зброї та пристроїв, але все, що їй дуже хочеться — це жити життям звичайного підлітка. Їй передували розробки ще восьми моделей; У першому сезоні в епізоді «Цунамі», представлені попередні XJ 1–8.
Друзями Дженні є її сусіди Бред (Чад Дорек) та Такер Карбукл (Одрі Васілевскі). Бред є першим справжнім другом Дженні, в той час як Такер — молодший брат Бреда. Ще один її друг — Шелдон Лі (Квінтон Флінн), дещо стереотипний ботанік, який захоплюється нею. Дженні часто відкидає його романтичні досягнення, але він все одно піклується про неї як про друга. Шанувальники шоу часто розмірковують над тим, чи не закінчилася серія б весіллям Дженні з Шелдоном чи Бредом. Рензетті та його команда, схоже, віддають перевагу Шелдону, але відмовляються давати будь-які остаточні відповіді щодо того, як вони закінчили би серію, якби випустили четвертий сезон.
У старшій школі Дженні має постійне суперництво з популярними в школі дівчатами кузенами Кріст, Бріт (Мойра Квірк) та Тіфф (Крі Літо). Доктор Вейкмен часто марно намагається контролювати своє творіння і тримати доньку зосередженою на захисті планети Земля. Додавши до своєї неприємності те, що її постійно переслідує всероботична імперія кластерів, королева якої Вексус (Еарта Кітт) хоче, щоб вона приєдналася до їхнього світу роботів (при необхідності силою). Незважаючи на все це, Дженні намагається зберегти певну схожість життя, в основному людського.